# Doodlez
Doodlez ist eine Reihe animierter Kurzfilme, die seit Sendebeginn des Senders Nick im Jahr 2005 gesendet wurden. Auch im Magazin Nippez des Programmfensters Nick nach acht war Doodlez Teil des Programms. Durch die Einstellung des Programmfensters ist die Ausstrahlung von Nippez eingestellt worden. Doodlez ist im normalen Nick-Programm nur noch sehr selten zu sehen.

## Handlung
In Doodlez geht es um eine Zeichentrickfigur namens Dood, deren Handlungen ihn oft selber ins Verderben stürzen. Die Zeichnerhand zeichnet öfter noch mehr schlechte Dinge, sodass Dood für dann schlechte Taten zur Verantwortung gezogen wird, obwohl er damit nichts zu tun hat. Jedoch hilft ihm auch die Hand aus misslichen Situationen heraus.

## Charaktere

### Hauptcharaktere
DoodDood wird eines Tages mit einem Storch vor der Tür eines Mannes abgesetzt. Dieser erzieht ihn innerhalb eines Kurzfilms. Nun steht Dood allein dar und muss sich um sich selbst kümmern. Am Anfang jedes Kurzfilms hat er positive Laune, die meist aber schlecht wird, da ihm Misshandlungen aller Art passieren. Er ist sehr risikofreudig und denkt selten voraus. Seine Taten bilden in einer Kette die Katastrophe aus, die meistens ihn selber betrifft. Geduldig warten kann er nicht und möchte sehr schnell alles das haben, was er sieht, kann aber leicht gereizt und sauer werden. Sein Gedächtnis ist kurz und meistens vergisst er viele Sachen schon wieder schnell. Wenn seine Konkurrenz auch nur ein bisschen besser ist, denkt er sofort an Rache. Dood ist aber auch sehr kreativ und einfallsreich, was ihm oft aus der Klemme hilft.
HandDie Hand des Zeichners leitet oft die Handlung der Geschichte und bringt Dood oft in unangenehme Lagen. Öfter hilft die Hand Dood auch aus diesen Lagen heraus. Wahrscheinlich sind die Ereignisse, die Dood passieren, zur eigenen Unterhaltung. Die Hände gehören wahrscheinlich aber zu einem Amateur, der sehr viel Zeit mit dem Zeichnen verbringt.

### Nebencharaktere
GuyGuy ist genau das Gegenteil von Dood. Wo Dood empfindlich und ruhig ist, ist Guy kalt und berechnend. Er ist der Meinung, dass der falsche Weg Spaß macht.
DoodelleDoodelle könnte die feste Freundin von Dood sein, wenn er nicht so gemein zu ihr wäre. Anstatt Gutes zu tun, lacht er sie aus und macht noch andere, nicht nette Dinge.
ShadyDer hinterhältige Shady versucht immer den Vorteil von Dood auszunutzen. Er ist der Katzeneinbrecher. Shady ist habgierig, selbstsicher und verschlagen.
Martin E. MooseMartin E. Moose ist eher ein Stargast als ein Nebencharakter, denn er hat meistens nur Cameo-Auftritte. Oft sieht ihn Dood in den unmöglichsten Situationen und wird dadurch schnell gereizt. Meistens hat er einen Drink in einer Hufe (Hand).
DimDim versucht nicht Dood zu schaden. Jedoch passiert dies öfter, da er nicht oder nur gering auf seine Umgebung achtet und dadurch Dood schadet. Dim ist künstlerisch und sportlich sehr begabt und bekommt dadurch schnell Jobs, wie Eiskunstläufer, Opernsänger etc.
DamselDamsel ist unerreichbar, jedoch würde Dood gerne ihre Aufmerksamkeit zu bekommen. Sie ist rotzig und in einer ganz anderen Liga als er. Bei den meisten ihrer Auftritte bemerkt sie ihn nicht, denn sie ist sehr eitel und oberflächlich.

## Episoden

### Episoden
| Episode | Deutscher Titel   | Originaltitel     |
| ------- | ----------------- | ----------------- |
| 01      | Doppeltgemoppelt  | Genesis           |
| 02      |                   | Polar Problems    |
| 03      |                   | Snooze            |
| 04      |                   | Doodlez.com       |
| 05      |                   | Airborne          |
| 06      |                   | Mountee           |
| 07      |                   | All Skate         |
| 08      |                   | Lumber Jerk       |
| 09      | Feiertage         | Holidayz          |
| 10      | Kleiner Held      | The Littlest Hero |
| 11      |                   | Arcade            |
| 12      | Einsame Insel     | Castaway          |
| 13      |                   | Bounce            |
| 14      |                   | Dood On A Date    |
| 15      |                   | Turbo             |
| 16      |                   | Coin Op           |
| 17      |                   | Trapeze           |
| 18      |                   | Masterprieze      |
| 19      |                   | Actra             |
| 20      |                   |                   |
| 21      |                   | High Def Dood     |
| 22      |                   | Dood Not Include  |
| 23      |                   | Just Deserts      |
| 24      |                   | Fishin            |
| 25      |                   | Java              |
| 26      | Kopfweh           | Headache          |
| 27      | Türen             | Doors             |
| 28      | Vier Jahreszeiten | Four Seasons      |
| 29      | Heißes Chilli     | Jalapeno          |
| 30      |                   | Heavy Metal       |
| 31      |                   | Tabloid           |
| 32      |                   | Soundtrack        |
| 33      | Zaubern           | Black Hat         |
| 34      |                   | Inside            |
| 35      |                   | Grave Matters     |
| 36      |                   |                   |
| 37      | Krank sein        | Dooditis          |
| 38      |                   | Substitute        |
| 39      |                   |                   |
| 40      |                   |                   |
| 41      | Eltern            | Dood Sitting      |
| 42      |                   | Wer Dood          |

| Episode | Deutscher Titel | Originaltitel    |
| ------- | --------------- | ---------------- |
| 43      |                 |                  |
| 44      | Urlaub          | Air A Fare       |
| 45      |                 | High Hopes       |
| 46      |                 | Noisy Neighbor   |
| 47      |                 | Captain Canada   |
| 48      |                 | Dood of the Deep |
| 49      | Zoo             | Zoo              |
| 50      | Typänderung     | Makeover         |